# Mao Qiling
Mao Qiling (Chinees: 毛奇齡) (1623 – 1716) was een Chinese geleerde en filoloog uit de Qing-dynastie. Hij werd geboren in Xiaoshan, Hangzhou, provincie Zhejiang in China. Na de val van de Ming-dynastie in 1644 weigerde hij de Qing Dynastie te dienen. In 1679 nam hij echter toch deel aan een speciaal ere-examen dat door keizer Kangxi werd gehouden om geleerden aan te trekken die hun trouw aan de nieuwe dynastie nog niet hadden bevestigd. Toen hij daarvoor was geslaagd werd hij benoemd om de officiële Geschiedenis van de Ming samen te stellen Hij ging na zijn pensioen in 1687 in Hangzhou (Zhejiang) wonen, waar hij nog veel leerlingen onderwees. 
Mao was een geleerde met een brede kennis, stelde werken samen over de Confuciaanse klassieke werken en over fonetiek, muziek, geschiedenis en aardrijkskunde. Na Mao's dood werden zijn geschriften verzameld en gepubliceerd in een totaal van tachtig boeken, genaamd; De verzamelde werken van Xihe ("Xihe" was een populair pseudoniem van Mao). Hij was beroemd om zijn felle reacties op de orthodoxe commentaren op de Confuciaanse klassieken,  en ook op de neo-confucianisten zoals Zhu Xi. Hij viel zonder succes Yan Ruoju's verhandeling aan dat de oude geschriften uit het Boek der Documenten (een van de vijf klassiekers) een vervalsing zouden zijn uit de tijd van de Han dynastie.
In de Shang shu guangting fu (verslag van een breed begrip van de documenten), presenteerde Mao kritiek op de eerdere associatie tussen de vroege niet-religieuze kosmografische standpunten en de Luoshu. 